# Friendly Floatees

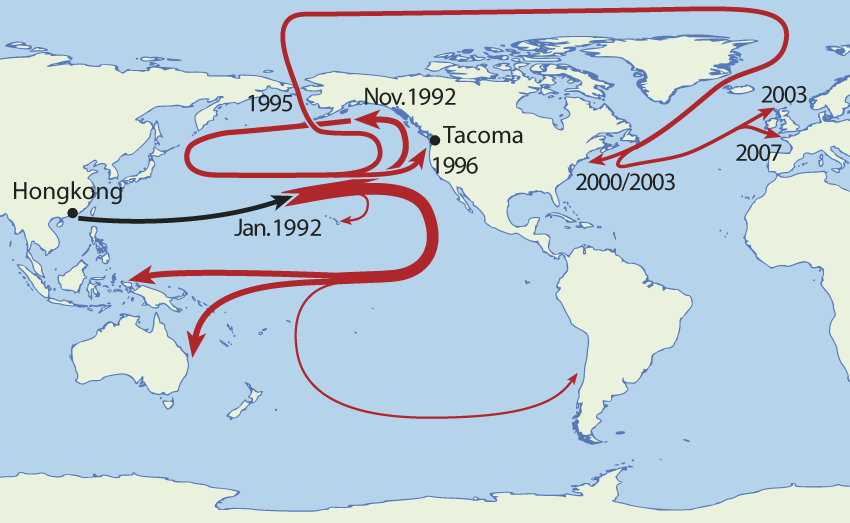
Trasy zabawek

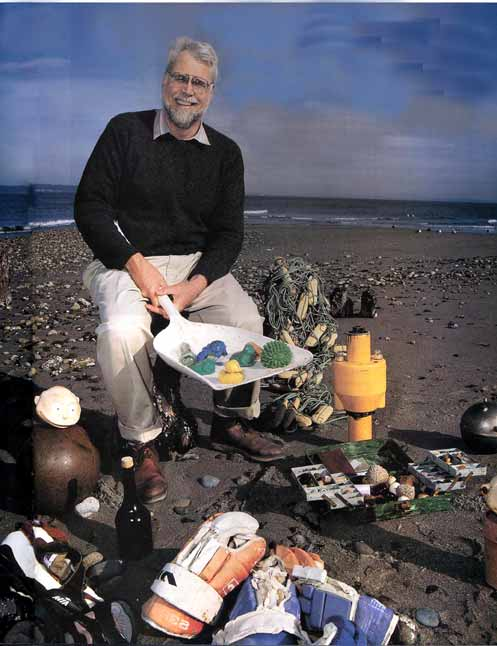
Curtis Ebbesmeyer ze znalezionymi zabawkami

Friendly Floatees – zabawki do kąpieli wyprodukowane w Chinach na zlecenie amerykańskiej firmy The First Years w Tacoma, które zostały zmyte za burtę w czasie sztormu, 10 stycznia 1992 na Oceanie Spokojnym, w pobliżu linii zmiany daty. Łącznie za burtą znalazło się 12 kontenerów, z których w jednym znajdowało się ponad 29 000 zabawek.
Wydarzenie zostało wykorzystane przez naukowców, m.in. oceanografa Curtisa Ebbesmeyera, do badań nad prądami morskimi.
Część z zabawek osiadła na brzegach Alaski, część przepłynęła Cieśninę Beringa, wmarzła w lód, a po okrążeniu bieguna i roztopieniu się części lodu, lądowała na Grenlandii, wybrzeżu USA i Hebrydach. Znajdowano je także na Hawajach.